# Miroslav Celler
Miroslav Celler, né le 7 mai 1991 à Bratislava et mort le 7 janvier 2023 dans la même ville, est un joueur de squash représentant la Slovaquie. Il atteint en avril 2015 la 178e place mondiale sur le circuit international, son meilleur classement. Il est champion de Slovaquie à six reprises entre 2015 et 2022.

## Biographie
Miroslav Celler joue occasionnellement sur le PSA World Tour et atteint sa plus haute place au classement mondial avec la 178e place en avril 2015. Avec l'équipe nationale slovaque, il participe à plusieurs championnats d'Europe par équipes depuis ses débuts en 2011. En simple, il est six fois dans le tableau principal du championnat d'Europe : en 2008, 2009, 2011 et 2016, il est éliminé au premier tour, tandis qu'en 2013 et 2015, il atteint les huitièmes de finale. En 2015, il devient champion national de Slovaquie pour la première fois et remporte cinq autres titres en 2016, 2018, 2019, 2020 et 2022.
Celler obtient un diplôme d'ingénieur à l'université technique slovaque de Bratislava et travaille ensuite, entre autres, au ministère slovaque de la Justice.
Il meurt le 7 janvier 2023 après être tombé dans les escaliers d'un bar de Bratislava.

## Palmarès

### Titres
- Championnats de Slovaquie : 6 titres (2015, 2016, 2018, 2019, 2020, 2022)